# Werner Janensch
Werner Ernst Martin Janensch (Herzberg, 11 novembre 1878 – Berlino, 20 ottobre 1969) è stato un paleontologo e geologo tedesco.
Oltre a Friedrich von Huene, Janensch è stato probabilmente il più importante specialista di dinosauri della Germania d'inizio e della metà del XX secolo. I suoi contributi più famosi e significativi derivano dalla spedizione intrapresa, nel 1909, presso i Letti Tendaguru, nell'Africa Orientale tedesca (oggi Tanzania). In qualità di leader di una spedizione (insieme ad Edwin Hennig) organizzata dal Museum für Naturkunde di Berlino, dove lavorò come curatore dal 1914 al 1961, Janensch aiutò a scoprire un'enorme quantità di fossili di dinosauri del tardo Giurassico, tra cui diversi scheletri completi di Brachiosaurus, considerato l'animale più grande fino allora rinvenuto. Durante la sua lunga carriera, Janensch nominò diverse nuove unità tassonomiche di dinosauri, tra cui il Dicraeosaurus (1914) ed Elaphrosaurus (1920). Il Brachiosaurus di Janensch fu successivamente determinato come appartenente ad un genere distinto ed imparentato del Giraffatitan.
Il suo lavoro in Africa gli valse numerosi premi. L'Accademia Reale Prussiana delle Scienze lo onorò con la medaglia d'argento Leibniz nel 1911. Un anno dopo, fu nominato professore di geologia e paleontologia alla Friedrich-Wilhelms-Universität di Berlino. Nel 1913 divenne membro e nel 1958 membro onorario della Paläontologische Gesellschaft.
Muore nel 1969 e riceve sepoltura nel Cimitero forestale di Dahlem, a Berlino.